# Pułk Policji Radom
Pułk Policji Radom (niem. Polizei-Regiment Radom) - jeden z pułków policyjnych Schutzpolizei na terenie Generalnego Gubernatorstwa.
Sformowany w listopadzie 1939. W lipcu 1942 na jego bazie powstał 24 Pułk Policji SS.

## Dowódcy
- Oberst der Schutzpolizei Ferdinand Heske (listopad 1939 - listopad 1940)
- Generalmajor der Polizei Paul Worm (październik 1940 - czerwiec 1942)

## Skład
- 309 Batalion Policji Radom (Polizei-Bataillon Radom)
- 310 Batalion Policji Częstochowa (Polizei-Bataillon Czenstochau)
- 305 Batalion Policji Kielce (Polizei-Bataillon Kielce)